# Myotis keaysi
Myotis keaysi (Allen, 1914) è un pipistrello della famiglia dei Vespertilionidi diffuso nell'America settentrionale e centrale.

## Descrizione

### Dimensioni
Pipistrello di piccole dimensioni, con la lunghezza della testa e del corpo tra 40 e 53 mm, la lunghezza dell'avambraccio tra 32 e 41 mm, la lunghezza della coda tra 33 e 40 mm, la lunghezza del piede tra 7 e 9 mm, la lunghezza delle orecchie tra 10 e 14 mm, e un peso fino a 6 g.

### Aspetto
La pelliccia è corta, densa e lanosa. Le parti dorsali sono brunastre, con la base scura, mentre le parti ventrali sono dal grigio-rosato al bruno-rossastro. Il muso è bruno-nerastro. Le orecchie sono nere e appuntite. Il trago è appuntito. Le membrane alari sono marroni scure o nere e attaccate posteriormente alla base delle dita dei piedi, i quali sono piccoli. La coda è lunga ed inclusa completamente nell'ampio uropatagio, il quale è ricoperto di peli alla base di entrambe le superfici. Il cariotipo è 2n=44 FNa=50.

### Ecolocazione
Emette ultrasuoni ad alto ciclo di lavoro con impulsi di breve durata, a frequenza iniziale di 110 kHz e massima energia a 59–63 kHz.

## Biologia

### Comportamento
Si rifugia nelle cave calcaree e probabilmente anche negli alberi cavi. Una colonia notturna di circa 200 individui è stata osservata sotto un ponte in Costa Rica. L'attività predatoria inizia al tramonto o subito dopo. Il volo è radente attraverso sentieri, corsi d'acqua o spianate e quindi è facilmente catturato da trappole a rete.

### Alimentazione
Si nutre di insetti.

### Riproduzione
Le nascite avvengono tra maggio e giugno in Costa Rica, sebbene il periodo riproduttivo possa essere presente durante tutta la stagione umida. In Perù femmine gravide sono state catturate nel mese di luglio, mentre altre non riproduttive in febbraio, giugno, agosto e dicembre.

## Distribuzione e habitat
Questa specie è diffusa dallo stato messicano del Tamaulipas attraverso tutta l'America centrale e la parte settentrionale dell'America meridionale fino al Perù sud-orientale, Argentina meridionale, Venezuela e isola di Trinidad.
Vive nelle foreste secondarie secche e nelle boscaglie fino a 2.500 metri di altitudine. In America centrale è presente anche nelle foreste semi-decidue e sempreverdi.

## Tassonomia
Sono state riconosciute 2 sottospecie:
- M.k.keaysi: Colombia sud-occidentale, Ecuador, Perù, Bolivia centrale e occidentale, Argentina nord-occidentale;
- M.k.pilosotibialis (LaVal, 1973): Dallo stato messicano orientale del Tamaulipas attraverso il Belize, Guatemala, Honduras, El Salvador, Nicaragua e Costa Rica centrali, Panama occidentale fino alla Colombia e Venezuela settentrionali e isola di Trinidad.

## Conservazione
La IUCN Red List, considerato il vasto areale, la popolazione presumibilmente numerosa e la presenza in diverse aree protette, classifica M.keaysi come specie a rischio minimo (Least Concern)).